# اچ‌ام‌اس پی۲۲۲
اچ‌ام‌اس پی۲۲۲ (به انگلیسی: HMS P222) یک زیردریایی بود که طول آن ۲۱۷ فوت (۶۶ متر) بود. این زیردریایی در سال ۱۹۴۱ ساخته شد.